# John Halsey
 (février 2009).
Si vous disposez d'ouvrages ou d'articles de référence ou si vous connaissez des sites web de qualité traitant du thème abordé ici, merci de compléter l'article en donnant les références utiles à sa vérifiabilité et en les liant à la section « Notes et références ».
Pour les articles homonymes, voir Halsey (homonymie).
John Halsey (1662-1708) est un corsaire puis un pirate britannique d'origine américaine.

## Biographie
Une grande partie de sa vie et de sa carrière n'est pas connue. 
Originaire de Boston, il commande le Charles, navire à 10 canons,  combattant Français et Espagnols au service de la Grande-Bretagne en 1704 et 1705.
Sa lettre de marque finissant en 1705, il devint pirate et navigua vers Madagascar.
Il effectue en mer Rouge quelques attaques avec succès.
Fin 1706, pour avoir refusé d'attaquer un navire néerlandais, son équipage le renverse le traitant de « lâche ». Il est relevé de ses fonctions de commandant. L'équipage prenant à tort le bâtiment néerlandais pour un navire marchand, le prit en chasse. Le bâtiment néerlandais se retourna, montrant ainsi ces 16 canons, et fit feu sur le Charles tuant un membre de l'équipage et causant des dégâts et dommages. Le Charles réussit à prendre la fuite. Peu de temps après Halsey reprit le commandement.
En 1707, lors d'un retour vers Madagascar, il croise une flotte britannique composée de 5 navires de guerre. Malgré une force de tir combiné de 67 canons, il choisit de les attaquer. Il fit fuir trois des cinq navires anglais, et prit possession des deux restants ainsi que d'un butin de 50 000 £.
En 1708, poursuivant son retour vers Madagascar, sa flotte est presque complètement détruite par un cyclone tropical.
Il tombe malade et meurt d'une fièvre la même année.
Daniel Defoe, aventurier du XVIIe siècle écrit sur lui au cours de la cérémonie à la suite de son décès :
He was brave in his Person, courteous to all his Prisoners, lived beloved, and died regretted by his own People. His Grave was made in a garden of watermelons, and fenced in with Palisades to prevent his being rooted up by wild Hogs